# MTV Classic (Stati Uniti d'America)
MTV Classic è una rete televisiva musicale statunitense nata l'8 maggio 2000. È parte di Paramount Media Networks, controllata di Paramount Global. Trasmette principalmente videoclip musicali e riprese di concerti dagli anni settanta fino alla metà degli anni novanta e solo occasionalmente filmati degli anni sessanta. Precedentemente trasmetteva anche musica anni cinquanta.
La rete inizialmente trasmetteva solo video, mentre di recente include nella sua programmazione musicale filmati, holidays special e repliche di alcuni spettacoli come VH1 Behind the Music. La recente strategia di ridurre i video musicali rispecchia gli altri canali del gruppo MTV.
Presentatori della rete sono Amy Scott, Eddie Trunk, Toni J., Andrea Mineo e Lynn Hoffman.